# Цадек, Петер
Петер Цадек (нем. Peter Zadek; 19 мая 1926, Берлин — 30 июля 2009, Гамбург) — немецкий режиссёр театра, кино и телевидения, переводчик, сценарист.

## Биография
Родился в еврейской семье. В 1933 году семья переехала в Лондон. Учился в театре Олд Вик. Дебютировал постановкой «Саломеи» Оскара Уайльда. В 1957 году поставил драму Жене «Балкон». После возвращения в Германию работал в Бремене (1962—1968), Бохуме (1972—1979), Гамбурге (1985—1989), в Берлине, где недолгое время был членом коллективного руководства театра «Берлинер ансамбль».
Активно работал на телевидении. Снялся в небольшой роли в фильме Фассбиндера «Тоска Вероники Фосс» (1982), ему посвящён фильм Фассбиндера «Замужество Марии Браун» (1979). Похоронен в Италии, точно место не публикуется.

## Избранные театральные постановки
- 1957 — «Балкон» Ж. Жене
- 1961 — «Венецианский купец» У. Шекспира
- 1965 — «Пробуждение весны» Франк Ведекинд, сценография Вильфреда Минкса
- 1966 — «Разбойники» Ф. Шиллер
- 1967 — «Мера за меру» У. Шекспира
- 1972 — «Маленький человек — что же дальше?», по роману Г. Фаллады
- 1973 — «Чайка» А. Чеховаа
- 1974 — «Король Лир» У. Шекспира
- 1975 — «Дикая утка» Г. Ибсена
- 1976 — «Отелло» У. Шекспира
- 1977 — «Гедда Габлер» Г. Ибсена
- 1977 — «Гамлет» У. Шекспира
- 1981 — «Каждый умирает в одиночку», по роману Г. Фаллады
- 1983 — «Строитель Сольнес» Г. Ибсена
- 1984 — «Йерма» Ф. Г. Лорки
- 1988 — «Венецианский купец» У. Шекспира, музыка Лучано Берио
- 1988 — «Лулу» Ф. Ведекинда
- 1996 — «Иванов» А. Чехова
- 1996 — «Вишнёвый сад» А. Чехова
- 1998 — Алиса в стране чудес
- 1997 — «Ричард III» У. Шекспира
- 1998 — «Чистые» С. Кейн
- 1999 — «Гамлет» У. Шекспира
- 2000 — «Росмерсхольм» Г. Ибсен
- 2003 — «Ночь игуаны» Т. Уильямса
- 2003 — «Мамаша Кураж и её дети» Б. Брехта (Немецкий театр, Берлин)
- 2004 — «Пер Гюнт» Г. Ибсена («Берлинер ансамбль»)
- 2005 — «Пляска смерти» А. Стриндберга
- 2006 — «Вкус мёда» Ш. Делани
- 2009 — «Майор Барбара» Дж. Б. Шоу

## Избранные режиссёрские работы в кино
- Перед вами слон, мадам (1969, Серебряный медведь Берлинского МКФ)
- Горшок (1971, телефильм по драме Шона О’Кейси)
- Ледниковый период (1975, по дневникам Гамсуна, номинация на Золотого медведя Берлинского МКФ)
- Ревущие пятидесятые (1983, по роману Йоханнеса Марио Зиммеля)

## Признание
Член Германской художественной академии (с 1991). Лауреат многочисленных национальных премий, включая премию Европа — театру (2007). Командор французского ордена Искусств и литературы (1992). Удостоен германского ордена За заслуги (2002).